# The Evil Within 2
The Evil Within 2 (рус. Зло внутри 2), известная в Японии как Psychobreak 2 (яп. サイコブレイク Сайкобурэйку 2, «Психо-разрыв 2») — компьютерная игра в жанре survival horror, разработанная компанией Tango Gameworks и выпущенная компанией Bethesda Softworks для платформ Microsoft Windows, PlayStation 4 и Xbox One 13 октября 2017 года. Продолжает историю игры The Evil Within. Пост руководителя The Evil Within 2 занимает Джон Йоханас (John Johanas), который работал над визуальными эффектами оригинальной игры, а также был постановщиком дополнений The Assignment и The Consequence. Синдзи Миками занимает пост продюсера проекта.

## Сюжет
Через три года после событий первой игры Себастьян Кастелланос (Маркус Бобесич) оставил работу в полицейском управлении города Кримсон-Сити после инцидента в психиатрической клинике «Маяк». Его единственный ребенок, дочь Лили (Киара Гамбоа) предположительно погибла во время пожара в их доме, а его жена Майра (Элизабет Сайда), не желая принять смерть своей дочери, бросила его. Это, в сочетании с его психологической травмой, приводит к тому что Себастьян пристрастился к алкоголю. Когда Себастьян в очередной раз пьет в местном баре, к нему приходит его бывшая напарница и агент «Мёбиуса» Джули Кидман (Мег Сарикс), которая рассказывает ему что Лили на самом деле жива и она в опасности. Себастьяна доставляют в секретный центр «Мёбиуса», где он встречает начальника учреждения по имени Администратор (Ричард Нил). Администратор объясняет что Лили используется в качестве Ядра для новой системы STEM для симуляции идиллического американского города под названием Юнион. Однако «Мёбиус» потеряли связь с Лили и их агентами в Юнионе, и они потеряли контроль над симуляцией. Себастьян неохотно соглашается помочь и подключается к STEM.
Войдя в Юнион, Себастьян обнаруживает что город превратился в царство кошмаров, где все жители были либо убиты, либо превратились в монстров. Кроме того, Себастьян сталкивается с загадочным фотографом со сверхъестественными способностями, выслеживающего и убивающего оперативников «Мёбиуса». Ему удается найти выживших сотрудников «Мёбиуса» Лиама О’Нила (Джесси Ленуар), Юкико Хоффман (Ин Сяо) и Джулиана Сайкса (Хари Уильямс), которые помогают ему в поисках Лили. Когда Себастьян идет по ее следу, он узнает, что ее похитил фотограф Стефано Валентини (Рафаэль Гольдштейн), серийный убийца, которому удалось проникнуть в Юнион. Стефано рассказывает что первоначально он похитил Лили по приказу другой стороны, но решил оставить ее для себя, чтобы использовать ее способности Ядра. Себастьян вступает в бой и убивает Стефано, но появляется Мира и забирает Лили. Себастьян оказывается перенесен во внутреннюю часть таинственной крепостной зоны, где он встречает отца Теодора Уоллеса (Рон Сьюер), который пытается убедить Себастьяна присоединиться к нему, чтобы забрать Лили у Миры, так как Стефано предал его. Себастьян отказывается и его телепортируют в лес за пределами Юниона, где он встречается с оперативником «Мёбиуса» Эсмеральдой Торрес (Crash Barrera). Добравшись до своего убежища, Торрес признается что она, Кидман, Мира и Теодор объединились чтобы вырвать Лили из STEM и уничтожить «Мёбиус» изнутри с помощью своих чиповых имплантов. Однако план провалился когда Теодор стал психически неуравновешенным и решил похитить Лили для себя.
Видя в Теодоре непосредственную угрозу, Себастьян собирается противостоять ему, но вынужден убить Лиама, которого контролировал Теодор. Найдя Теодора, Себастьян теряет силы, когда тот использует собственную продолжающуюся вину Себастьяна против него, и он падает без сознания. Себастьяна посещает видение Миры, которая уверяет его что то, что случилось с Лили не было его ошибкой, и что он должен сосредоточиться на её спасении. Когда он просыпается, он узнает что Эсмеральда пожертвовала собой чтобы спасти его, и что Теодор воздвиг свою крепость в центре Юниона. Себастьян и Юкико нападают на крепость Теодора, однако Юкико погибает в процессе. Себастьян противостоит Теодору и побеждает его. В это время появляется Мира и убивает Теодора, предупреждая Себастьяна держаться подальше от неё и Лили.
Себастьян следует за Мирой, чье желание защитить Лили сделало ее безумной и одержимой необходимостью держать Лили запертой в STEM для ее собственной «безопасности». Мира атакует Себастьяна, вынуждая его стрелять в нее. Она превращается в большое существо под названием «Матриарх», заставляя Себастьяна сражаться с ней. Себастьян побеждает монстра и освобождает Миру. Он готовится вытащить Лили из STEM, но Мира отказывается идти с ними, объясняя что по плану по уничтожения «Мёбиуса», она должна занять место Лили как Ядро STEM для передачи разрушающего имплантат сигнала. Между тем в реальном мире Администратор приказывает Джули Кидман убить Себастьяна. Она не подчиняется приказу и помогает Себастьяну и Лили сбежать из STEM, пока Майра исполняет свой план — убить Администратора и всех оперативников «Мёбиуса» (кроме Кидман, которая удалила микрочип из её мозга). Теперь свободные от «Мёбиуса», Себастьян, Лили и Кидман покидают учреждение.
В сцене после титров Себастьян прощается с Кидман и уходит чтобы начать новую жизнь с Лили. Тем временем на заброшенной станции "Мёбиуса", система STEM таинственным образом активизируется.

## Геймплей
Подобно его предшественнику, The Evil Within 2 — игра в жанре survival horror. Игрок берёт на себя управление детективом Себастьяном Кастелланосом, который должен спуститься в мир Юниона, чтобы спасти свою дочь, Лили. В игре есть три режима сложности, а именно обычный, который рекомендует продюсер Синдзи Миками, выживание и кошмар. В начале игры персонажу предоставляется коммуникатор, который помогает выделить цели, ресурсы и врагов, находящихся в мире Юниона. В коммуникаторе также будут показаны точки резонанса, в которых даются подсказки относительно того, что произошло в мире игры. Игроки могут свободно исследовать область карты для завершения побочных заданий и поиска ресурсов. Игроки могут участвовать в прямой конфронтации с противниками, используя оружие или же прибегая к скрытности для бесшумного устранения противников.
В игре есть система крафта, в которой игроки могут использовать найденные ресурсы для изготовления новых предметов, таких как боеприпасы. Также можно создавать предметы в любое время в самой игре, но для этого требуется больше материалов, чем на верстаке. Система кастомизации персонажа осталась прежней. Зелёный гель, представленный в первой части игры, может быть использован для улучшения способностей Себастьяна, которые делятся на пять разных веток: здоровье, скрытность, бой, восстановление и атлетизм. Оружие в игре также можно улучшать с помощью деталей, собранных в ходе изучения Юниона.

## Отзывы
| Сводный рейтинг       | Сводный рейтинг                                 |
| Агрегатор             | Оценка                                          |
| --------------------- | ----------------------------------------------- |
| GameRankings          | - (XONE) 81,94 % - (PS4) 75,87 % - (PC) 78,04 % |
| Metacritic            | (PC) 80/100 (PS4) 76/100 (XONE) 82/100          |
| Иноязычные издания    |                                                 |
| Издание               | Оценка                                          |
| Destructoid           | 7/10                                            |
| EGM                   | 8/10                                            |
| Game Informer         | 7,75/10                                         |
| GameRevolution        | [ 16 ]                                          |
| GameSpot              | 8/10                                            |
| GamesRadar+           | [ 18 ]                                          |
| IGN                   | 8/10                                            |
| PC Gamer (US)         | 80/100                                          |
| Polygon               | 9/10                                            |
| Русскоязычные издания |                                                 |
| Издание               | Оценка                                          |
| 3DNews                | 7/10                                            |
| PlayGround.ru         | 8,5/10                                          |
| StopGame.ru           | Изумительно                                     |
| «Игромания»           | 7,5/10                                          |
| «Игры Mail.ru»        | 7/10                                            |
| «Канобу»              | 8/10                                            |
| Gmbox.ru              | 8/10                                            |

Игра The Evil Within 2 получила положительные отзывы критиков. Журналисты высоко оценили расширенный игровой мир и упрощённый геймплей по сравнению с первой частью. Рецензенты подчеркнули, что игра будет интересна как поклонникам оригинала, так и новым игрокам. Версия для PC получила оценку в 78,04 % на GameRankings и 80 баллов из 100 возможных на Metacritic. Версия для PlayStation 4 получила оценку в 75,87 % на GameRankings и 76 баллов из 100 возможных на Metacritic. И версия игры для Xbox One получила оценку в 81,94 % на GameRankings и 82 балла из 100 возможных на Metacritic.
Летом 2018 года, благодаря уязвимости в защите Steam Web API, стало известно, что точное количество пользователей сервиса Steam, которые играли в игру хотя бы один раз, составляет 227 653 человека.